# Edson Santos
Édson Santos de Souza (Rio de Janeiro, 21 de julho de 1954) é um sociólogo e político brasileiro filiado ao Partido dos Trabalhadores (PT). Entrou para a política filiado ao Partido Comunista do Brasil em 1985, transferindo-se para o Partido dos Trabalhadores em 1994 por onde foi deputado federal pelo estado do Rio de Janeiro. É vereador da cidade do Rio de Janeiro, cargo já ocupou anteriormente, tendo sido eleito vice-presidente da Câmara de Vereadores. 
Foi eleito Deputado Federal em 2006 e reeleito em 2010, porém não conseguiu se reeleger novamente em 2014.
Tem histórico de participação em decisões para igualdade racial, tendo sido, entre 2008 e 2010, Ministro-Chefe da Secretaria de Políticas de Promoção da Igualdade Racial.

## Biografia
Nasceu no bairro do Horto, no Rio de Janeiro. Cursou Ciências sociais na Universidade do Estado do Rio de Janeiro (UERJ) no início da década de 1980, quando foi diretor da União Nacional dos Estudantes. Também foi presidente do Conselho de Moradores da Cidade de Deus, onde viveu por mais de dez anos.
Foi filiado ao Partido Comunista do Brasil de 1985 a 1994, quando se filiou ao Partido dos Trabalhadores. É membro do Diretório Nacional desta legenda desde 2006. Foi vereador da cidade do Rio de Janeiro de 1989 a 2006, por quatro mandatos consecutivos. Foi vice-presidente e presidente da Comissão Permanente de Transportes e Trânsito da Câmara de 1993 a 1996. Em 1998 fez mestrado em administração de empresas no Instituto Alberto Luiz Coimbra da Universidade Federal do Rio de Janeiro. Foi eleito segundo vice-presidente da Câmara de Vereadores em 2005 e também presidente da Frente Parlamentar em Defesa da Moradia Popular. Participou de 16 Comissões parlamentares de inquérito. Aprovou a lei que criou o Conselho Municipal de Política Urbana (COMPUR), a lei que instituiu o Feriado Municipal de Zumbi dos Palmares, em 20 de novembro, e a lei da meia-entrada para estudantes em eventos culturais.
Foi canditado a senador pelo estado do Rio de Janeiro em 2002, tendo recebido cerca de 1,8 milhão de votos, ficando em quarto lugar, à frente de nomes como Artur da Távola e Leonel Brizola. Em 2006, foi eleito deputado federal pelo Partido dos Trabalhadores. Em 2007, foi responsável pela instalação do monumento a João Cândido, líder da Revolta da Chibata, nos jardins do Museu da República, de costas para o Palácio do Catete e de frente para o Atlântico. Em 2008, enquanto disputava a pré-candidatura à prefeitura do Rio de Janeiro, foi escolhido pelo governo federal para assumir a Secretaria Especial de Políticas de Promoção da Igualdade Racial. Substituiu Matilde Ribeiro, envolvida no escândalo dos cartões corporativos.
Em 31 de março de 2010, deixou o Governo para concorrer ao cargo de Deputado federal, tendo sido eleito para mandato na Câmara dos Deputados, em Brasília, até 2014. Nas eleições de 2014, concorreu à reeleição como Deputado federal, mas não logrou eleger-se.
Com a eleição de três candidatos do PT nas eleições de 2022 que estavam na Câmara Municipal (Lindbergh Farias e Reimont) para a Câmara dos Deputados, bem como da primeira suplente de 2020 (Elika Takimoto) à Assembleia, Santos irá assumir uma cadeira na Câmara do Rio na posse dos três, dada a sua eleição como segundo suplente, em 1º de fevereiro de 2023.